# Diocesi di Amargosa
La diocesi di Amargosa (in latino Dioecesis Amargosensis) è una sede della Chiesa cattolica in Brasile suffraganea dell'arcidiocesi di San Salvador di Bahia. Nel 2022 contava 614.000 battezzati su 635.150 abitanti. È retta dal vescovo Juraci Gomes de Oliveira.

## Territorio
La diocesi comprende 27 comuni nella parte orientale dello stato brasiliano di Bahia: Amargosa, Aratuípe, Cairu, Castro Alves, Conceição do Almeida, Dom Macedo Costa, Elísio Medrado, Iaçu, Itatim, Jaguaripe, Jiquiriçá, Laje, Milagres, Muniz Ferreira, Mutuípe, Nazaré, Nilo Peçanha, Presidente Tancredo Neves, Rafael Jambeiro, Santa Teresinha, Santo Antônio de Jesus, São Felipe, São Miguel das Matas, Taperoá, Ubaíra, Valença e Varzedo.
Sede vescovile è la città di Amargosa, dove si trova la cattedrale di Nostra Signora del Buon Consiglio.
Il territorio si estende su 13.972 km² ed è suddiviso in 38 parrocchie.

## Storia
La diocesi è stata eretta il 10 maggio 1941 con la bolla Apostolicum munus di papa Pio XII, ricavandone il territorio dall'arcidiocesi di San Salvador di Bahia.
Il 27 luglio 1957, il 14 novembre 1959 e il 7 novembre 1978 ha ceduto porzioni del suo territorio a vantaggio dell'erezione rispettivamente delle diocesi di Vitória da Conquista (oggi arcidiocesi), di Ruy Barbosa e di Jequié.

## Cronotassi dei vescovi
Si omettono i periodi di sede vacante non superiori ai 2 anni o non storicamente accertati.
- Floréncio Cicinho (Sisinio) Vieira † (11 aprile 1942 - 11 gennaio 1969 dimesso[2])
- Alair Vilar Fernandes de Melo † (17 marzo 1970 - 6 aprile 1988 nominato arcivescovo di Natal)
- João Nílton dos Santos Souza (31 agosto 1988 - 10 giugno 2015 dimesso)
- Valdemir Ferreira dos Santos (4 maggio 2016 - 18 agosto 2021 nominato vescovo di Penedo)
- Juraci Gomes de Oliveira, dal 31 maggio 2023

## Statistiche
La diocesi nel 2022 su una popolazione di 635.150 persone contava 614.000 battezzati, corrispondenti al 96,7% del totale.
| anno | popolazione | popolazione | popolazione | presbiteri | presbiteri | presbiteri | presbiteri                | diaconi | religiosi | religiosi | parrocchie |
| anno | battezzati  | totale      | %           | numero     | secolari   | regolari   | battezzati per presbitero | diaconi | uomini    | donne     | parrocchie |
| ---- | ----------- | ----------- | ----------- | ---------- | ---------- | ---------- | ------------------------- | ------- | --------- | --------- | ---------- |
| 1950 | 700.000     | 720.000     | 97,2        | 25         | 20         | 5          | 28.000                    |         | 4         | 25        | 30         |
| 1959 | 440.000     | 450.000     | 97,8        | 26         | 20         | 6          | 16.923                    |         | 6         | 31        | 22         |
| 1964 | 467.000     | 487.588     | 95,8        | 26         | 18         | 8          | 17.961                    |         | 8         | 60        | 23         |
| 1970 | 480.000     | 500.000     | 96,0        | 25         | 18         | 7          | 19.200                    |         | 7         | 35        | 22         |
| 1976 | 488.000     | 535.000     | 91,2        | 24         | 18         | 6          | 20.333                    |         | 6         | 43        | 24         |
| 1980 | 400.000     | 410.213     | 97,5        | 25         | 13         | 12         | 16.000                    |         | 12        | 26        | 25         |
| 1990 | 503.000     | 526.000     | 95,6        | 26         | 17         | 9          | 19.346                    |         | 9         | 30        | 23         |
| 1999 | 584.000     | 608.000     | 96,1        | 26         | 21         | 5          | 22.461                    |         | 6         | 43        | 24         |
| 2000 | 592.000     | 616.000     | 96,1        | 28         | 23         | 5          | 21.142                    |         | 6         | 43        | 24         |
| 2001 | 530.000     | 552.042     | 96,0        | 29         | 23         | 6          | 18.275                    |         | 7         | 31        | 24         |
| 2002 | 537.000     | 560.000     | 95,9        | 28         | 23         | 5          | 19.178                    |         | 7         | 28        | 24         |
| 2003 | 537.000     | 552.042     | 97,3        | 32         | 26         | 6          | 16.781                    |         | 8         | 27        | 24         |
| 2004 | 537.000     | 552.042     | 97,3        | 30         | 24         | 6          | 17.900                    |         | 8         | 27        | 24         |
| 2006 | 551.000     | 567.000     | 97,2        | 29         | 24         | 5          | 19.000                    |         | 6         | 27        | 24         |
| 2012 | 608.000     | 629.000     | 96,7        | 31         | 25         | 6          | 19.612                    |         | 7         | 38        | 26         |
| 2015 | 622.700     | 644.000     | 96,7        | 33         | 27         | 6          | 18.869                    |         | 7         | 28        | 26         |
| 2018 | 638.355     | 660.220     | 96,7        | 39         | 32         | 7          | 16.368                    |         | 8         | 35        | 35         |
| 2020 | 618.800     | 640.380     | 96,6        | 42         | 36         | 6          | 14.733                    |         | 6         | 31        | 38         |
| 2022 | 614.000     | 635.150     | 96,7        | 42         | 36         | 6          | 14.619                    | 1       | 7         | 28        | 38         |